# (11450) Shearer
(11450) Shearer est un astéroïde de la ceinture principale.

## Description
(11450) Shearer est un astéroïde de la ceinture principale. Il fut découvert le 22 août 1979 à La Silla par Claes-Ingvar Lagerkvist. Il présente une orbite caractérisée par un demi-grand axe de 2,24 UA, une excentricité de 0,10 et une inclinaison de 7,7° par rapport à l'écliptique.

## Compléments